# Jebucu
Jebucu (Hongaars: Zsobok) is een dorp in de Roemeense district Sălaj, in de gemeente Almașu. Het dorp is gelegen aan de noordrand van de Hongaarstalige etnische regio Kalotaszeg en had in 2011 321 inwoners. Van deze inwoners waren er 312 Hongaren en 3 Roemenen; van de overige mensen is de nationaliteit onbekend.

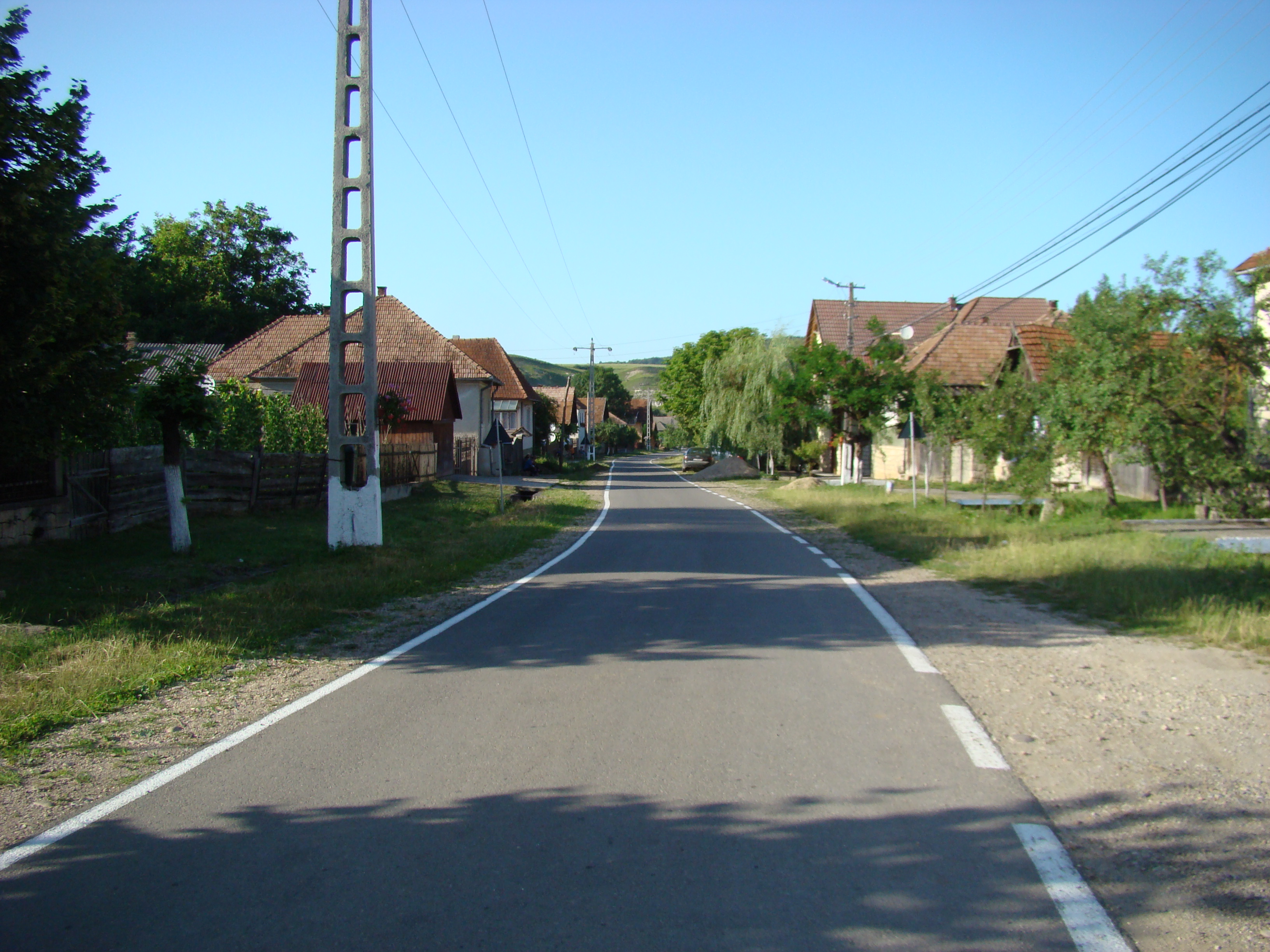
Straatbeeld van Jebucu
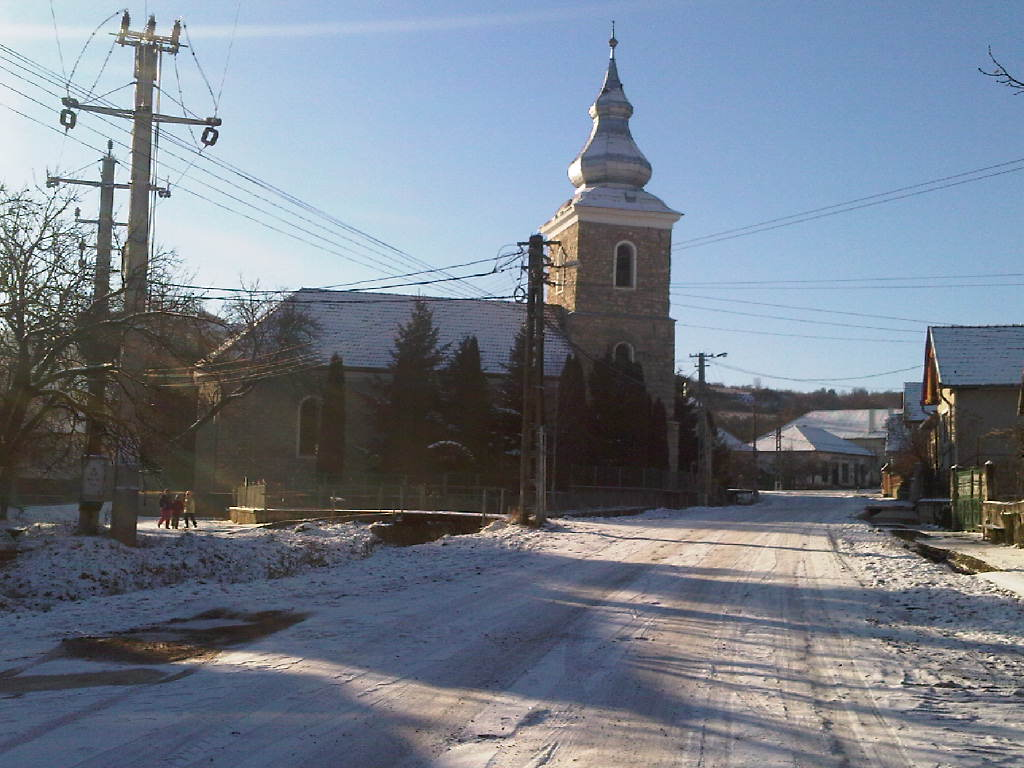
Hongaars Gereformeerde kerk van Jebucu